# Голдрат, Авраам-Иехуда
Авраам-Иехуда Голдрат (ивр. אַבְרָהָם יְהוּדָה גּוֹלְדְּרָאט‎; 1912, Кельцы, Келецкая губерния — 17 июня 1973, Израиль) — израильский общественный и политический деятель, журналист. Депутат кнессета 1-го созыва от списка «Объединённый религиозный фронт».

## Биография
Родился в 1912 в городе Кельце, Келецкая губерния, Российская империя (ныне Польша), в семье раввина Иссахара Дова Голдрата и его жены Эстер Ханны. Получил традиционное и светское образование, учился у известных польских раввинов своего времени. В 1930 был рукоположён в звание раввина. Был секретарём молодёжного отделения движения Агудат-Исраэль в Кельце.
Был корреспондентом издания «Дер Вад» в Варшаве, был секретарём движения «Поалей Агудат Исраэль», работал редактором еженедельника «ха-Есоди» и газеты «Шеарим». В 1933 году репатриировался в Подмандатную Палестину.
В 1949 году избран депутатом кнессета 1-го созыва от списка «Объединённый религиозный фронт», работал в комиссии по регламенту, комиссии по иностранным делам и безопасности, комиссии по внутренним делам и комиссии по труду. Перед выборами в кнессет 2-го созыва единый список религиозных партий распался и Голдрат баллотировался от своей партии «Поалей Агудат Исраэль», в списке которой занял третье место, но так как партия получила только два мандата, он не вошёл в состав парламента, на следующих выборах не был включён в список партии.
В 1956 году присоединился к партии МАФДАЛ, был членом руководства этой партии и возглавлял партийный отдел по делам культуры и информации. В 1967 году назначен директором библиотеки Маймонида в Тель-Авиве и занимал этот пост до своей смерти.
Женился в 1941 году, в браке родилось два сына Иссахар-Дова и Элияху Моше.
Умер 17 июня 1973 года.